# Tüskés sarlósfecske
A tüskés sarlósfecske (Chaetura spinicaudus) a madarak osztályának sarlósfecske-alakúak (Apodiformes) rendjébe és a sarlósfecskefélék (Apodidae) családjába tartozó faj.

## Rendszerezése
A fajt Coenraad Jacob Temminck holland arisztokrata és zoológus írta le 1839-ben, a Cypselus nembe Cypselus spinicaudus néven. Használták a Chaetura spinicauda érvénytelen nevet is.

## Alfajai
- Chaetura spinicaudus aetherodroma Wetmore, 1951
- Chaetura spinicaudus spinicaudus (Temminck, 1839)[2]

## Előfordulása
Panama, Trinidad és Tobago, valamint Brazília, Ecuador, Francia Guyana, Guyana, Kolumbia, Suriname és Venezuela területén honos. Természetes élőhelyei a szubtrópusi és trópusi síkvidéki és hegyi esőerdők, valamint másodlagos erdők. Állandó, nem vonuló faj.

## Megjelenése
Testhossza 10 centiméter.

## Természetvédelmi helyzete
Az elterjedési területe rendkívül nagy, egyedszáma is nagy és ugyan csökken, de még nem éri el a kritikus szintet. A Természetvédelmi Világszövetség Vörös listáján nem fenyegetett fajként szerepel.